# Артериола
Артериолата е малък кръвоносен съд в микроциркулацията на кръвта, който произлиза и се разклонява от артерията и води до капилярите.
Артериолите имат мускулни стени (обикновено 1 – 2 слоя гладка мускулатура) и са основното място на съдово съпротивление. Най-голямата промяна в кръвното налягане и скоростта на кръвния поток се извършва при прехода от артериолите към капилярите. Намалената скорост на потока в капилярите намалява налягането и увеличава обмяната на газове и хранителни вещества. Артериолите получават инервация от вегетативната нервна система и отговарят на различните циркулиращи хормони, за да регулират диаметъра си.